# Santa Maria di Leuca-fok

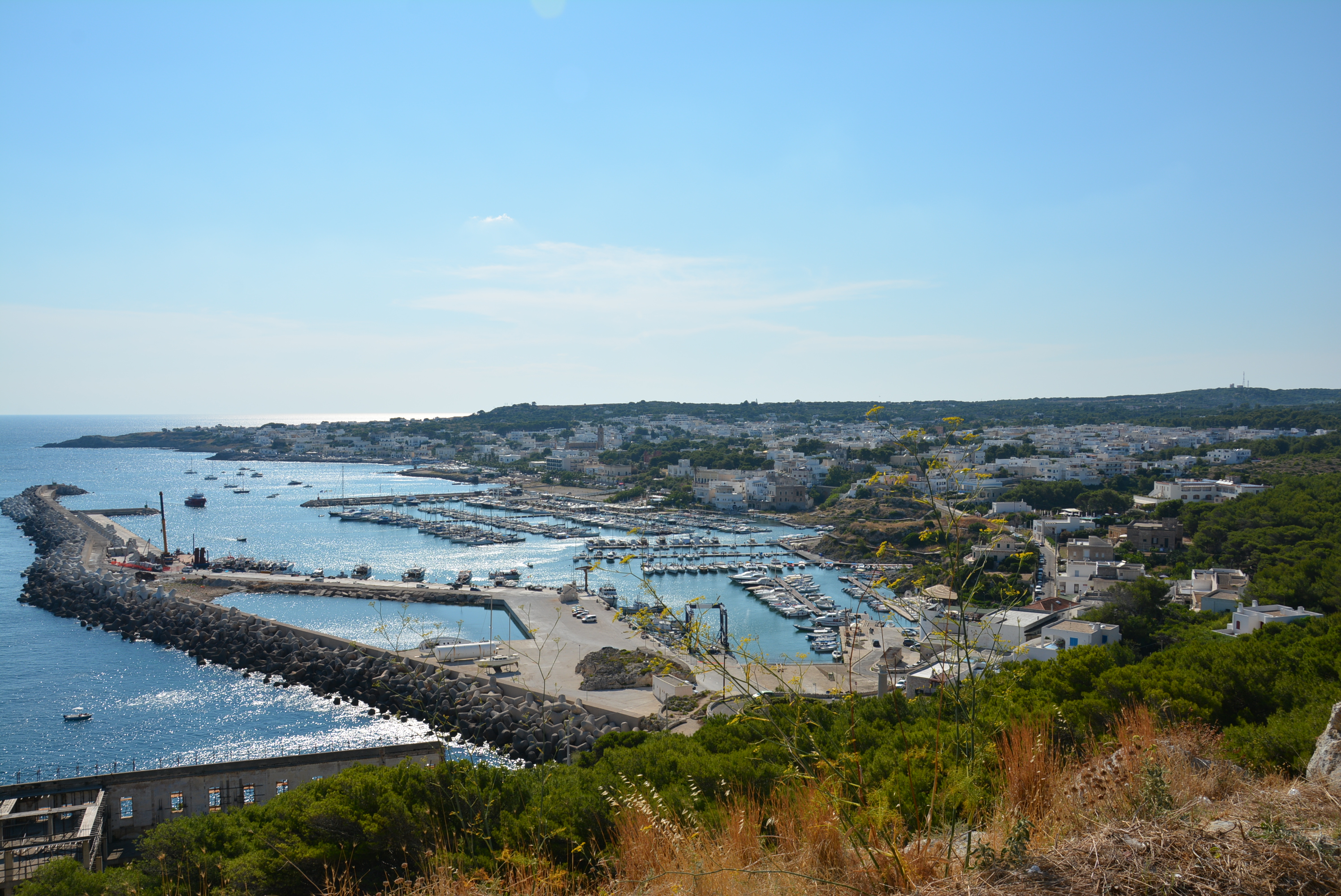
Santa Maria di Leuca kikötője madártávlatból

A Santa Maria di Leuca-fok (olaszul Capo di Santa Maria di Leuca) Olaszország Puglia tartományban található, a Salentói-félsziget délkeleti végpontja. A fok jelöli a határt az Adriai-tenger és a Jón-tenger között. A tőle nyugatra található Santa Maria di Leuca faluról kapta a nevét. 
Az ókorban Promontorium Iapygium vagy Promontorium Sallentinum néven volt ismert és területén egy Minerva római istennőnek szentelt templom állt, ennek helyén ma egy 48 m magas világítótorony emelkedik. A fok közigazgatásilag Castrignano del Capo és Gagliano del Capo községek határán van, de a világítótorony és a falu Castrignano del Capóhoz tartozik. Része a Costa Otranto - Santa Maria di Leuca e Bosco di Tricase Regionális Parknak.